# Marché couvert de Nancy
Pour les articles homonymes, voir Marché central.
Le marché couvert ou marché central de Nancy est un marché de Nancy situé place Charles-III, au cœur de la Ville-Neuve, entre la rue Saint-Dizier et la rue des Quatre-Églises. Il regroupe une soixantaine de commerçants et une quinzaine de maraîchers, installés dans des halles.
C'est l'un des plus importants marchés de la gastronomie lorraine du fait de la qualité et de la variété des produits vendus par 110 artisans.
Deux fois par semaine, l'esplanade située entre l'église Saint-Sébastien de Nancy et le marché couvert est occupée par des étalagistes.
Les halles ne sont pas uniquement un marché où l'on vient faire ses courses. Il y est également possible de s'y restaurer grâce à la présence de quelques restaurants primeurs.
Le marché héberge également des fleuristes et un bouquiniste.

## Histoire
Le marché occupe son emplacement actuel depuis plus de quatre siècles. En effet, il a été installé à cet endroit, sous la forme d'un marché de plein air, lors de la création de la Ville-Neuve par le duc Charles III de Lorraine à la fin du XVe siècle. Auparavant, le marché était situé aux halles de la place Saint-Epvre en Vieille-Ville.
Le bâtiment actuel date du milieu du XIXe siècle et permit d'abriter le marché de plein air, qui était alors vieux de 250 ans. Il fut érigé à la suite d'une pétition présentée le 21 juillet 1848 au conseil municipal, lequel ouvrit un concours d'architecture le 4 décembre 1848. Le projet de l'architecte municipal Euclide-Justinien Thiebert fut adopté le 17 août 1849, mais Thiebert prenant sa retraite en 1850, c'est son successeur Prosper Morey qui fut chargé de l'exécution. Le bâtiment ouvrit au public le 1er mai 1852,.
Une halle centrale fut édifiée au centre de ce bâtiment dans les années 1960.
Le bâtiment a été rénové en 2003-2006.
En 2015, un service drive est en cours de création par le marché central de Nancy. La commande se fera en ligne sur le site internet dédié. À l'intérieur du marché sera mis en place un kiosque dédié pour le retrait des commandes passées en ligne. Le retrait se fera donc en un seul endroit bien que les commandes regroupent des produits de divers commerçants du marché central de Nancy.

## Description
Le bâtiment prend la forme d'un « U » de 70 × 58 mètres, dégageant en son centre un espace de 56 × 30 mètres (qui était initialement une cour, et qui est désormais occupé par une halle couverte).

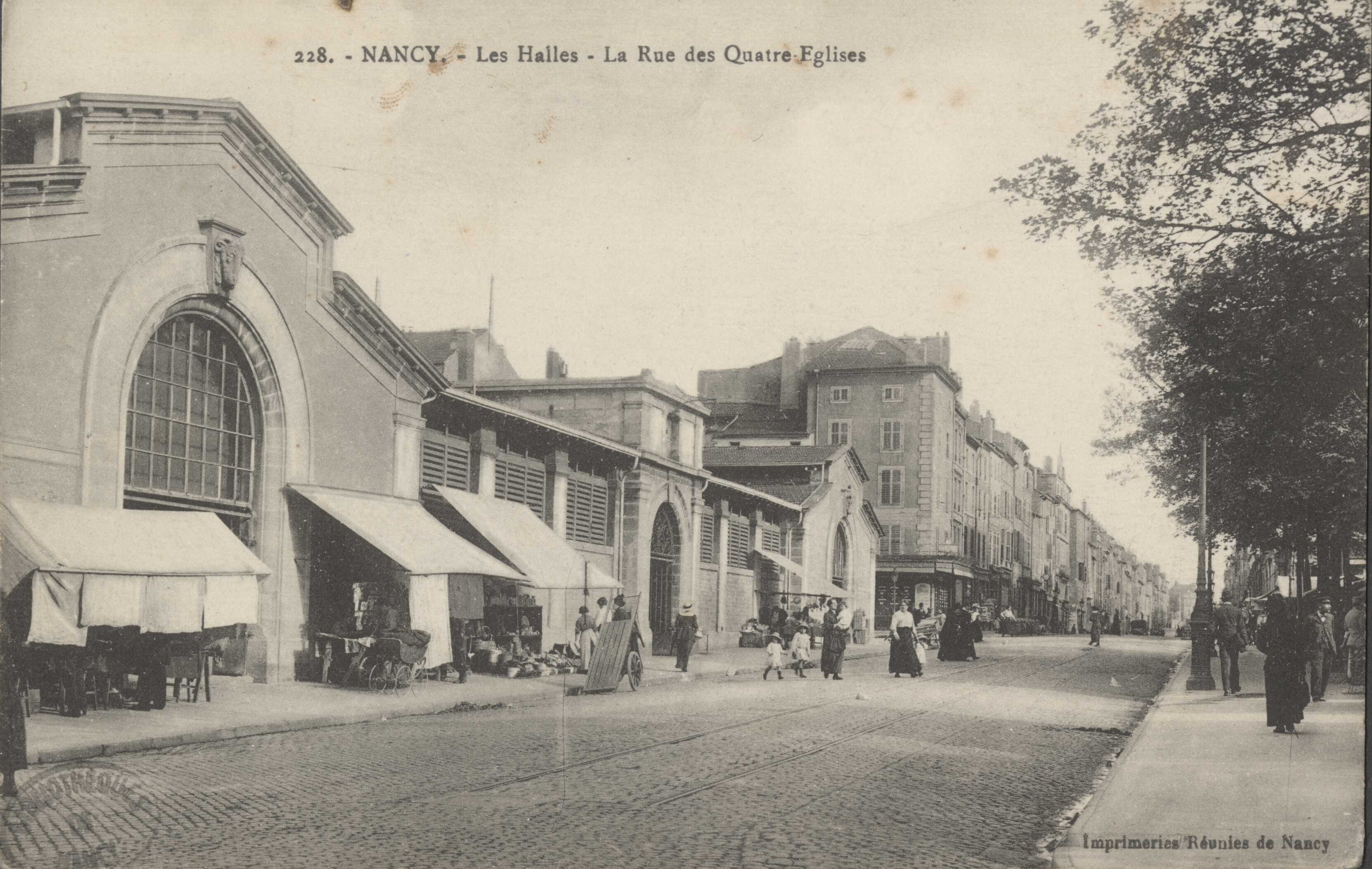
Les halles au début du 20e siècle, carte postale
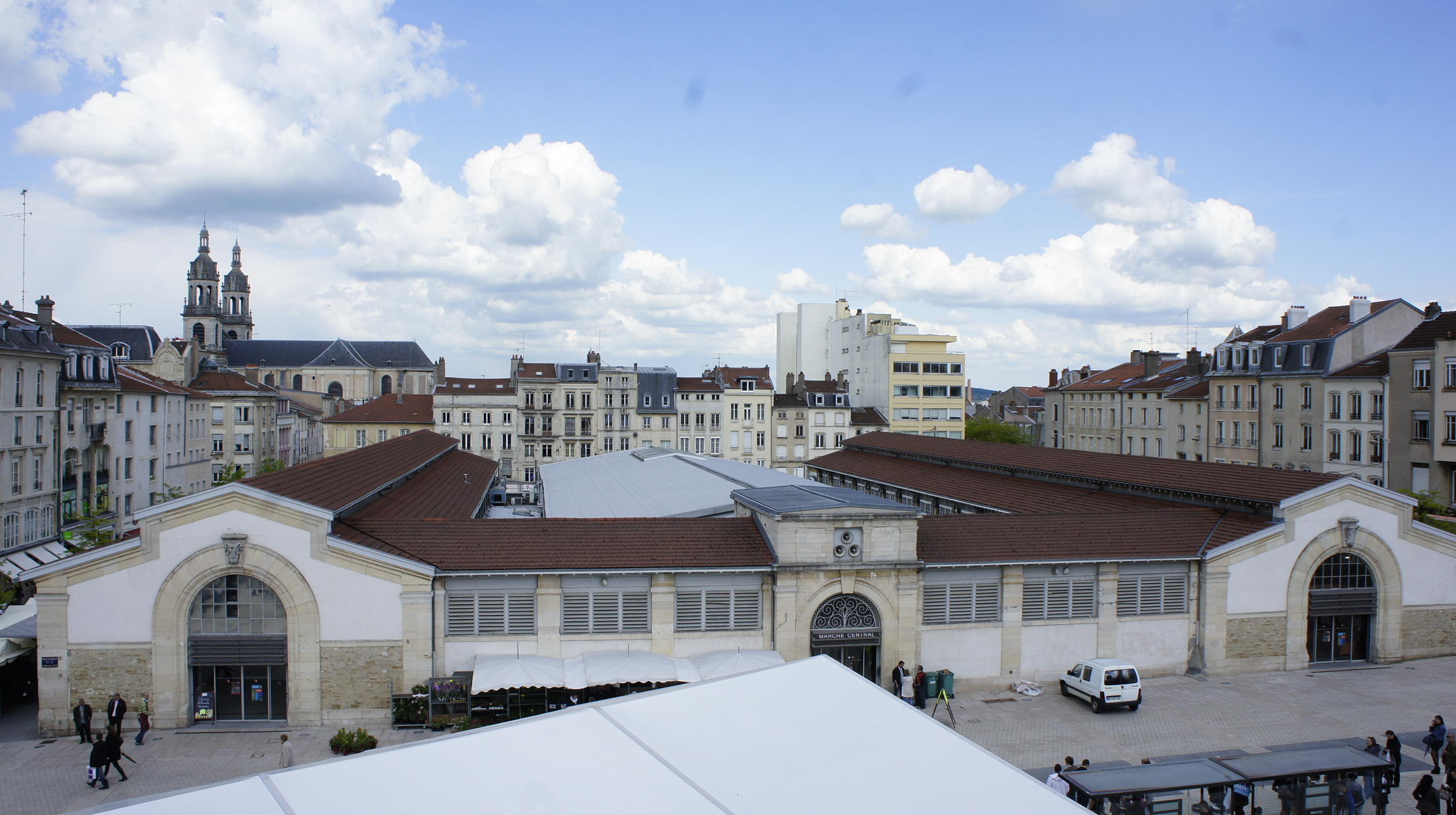
Sur la place Charles III, le marché couvert de Nancy
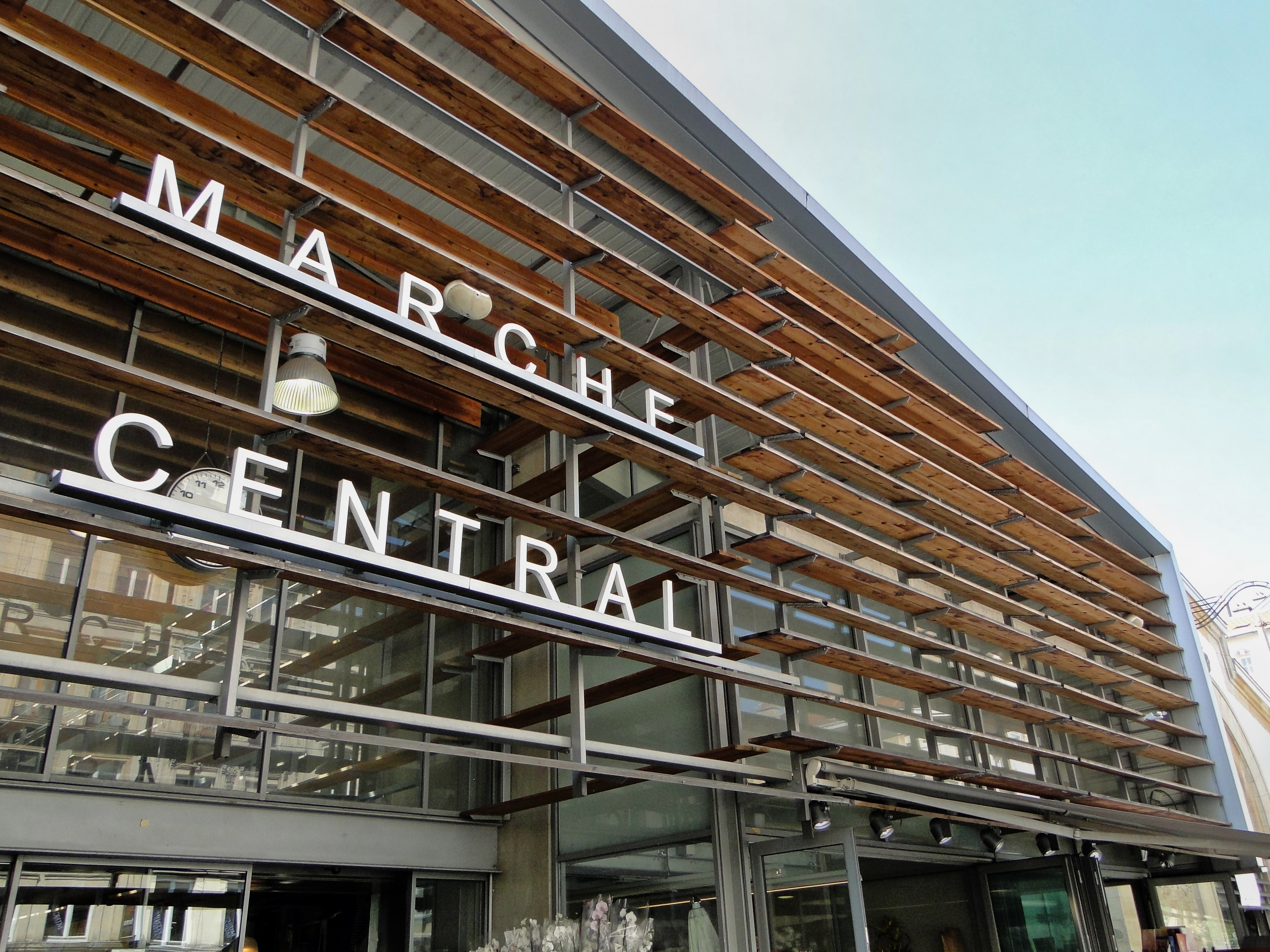
Enseigne du marché couvert
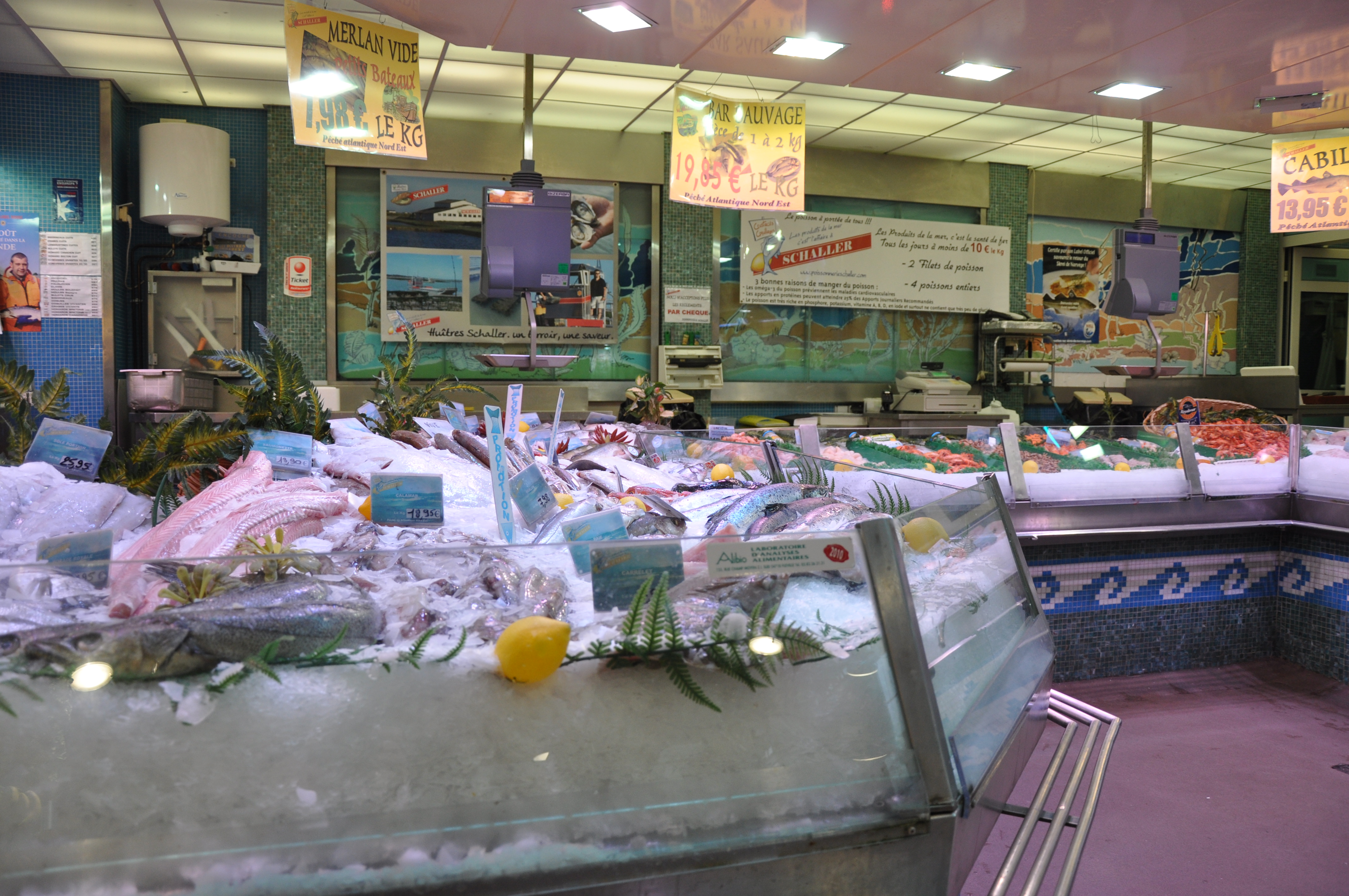
Un étal de poisson au marché couvert de Nancy en 2011